# داريو ديلغادو
داريو ديلغادو (بالإسبانية: Darío Delgado)‏ (14 ديسمبر 1985 بسان خوسيه في كوستاريكا - ) هو لاعب كرة قدم كوستاريكي في مركز الدفاع. شارك مع منتخب كوستاريكا لكرة القدم. أما مع النوادي، فقد لعب مع نادي شيفاز يو إس أي ونادي كارتاهينيس وA.D. Carmelita ‏ وShaanxi Wuzhou F.C. ‏ ونادي بونتاريناس.

## وصلات خارجية
- داريو ديلغادو على موقع الاتحاد الدولي (مؤرشف)  (الإنجليزية)
- داريو ديلغادو على موقع قاعدة بيانات كرة القدم.إي يو (الإنجليزية)
- داريو ديلغادو على موقع ناشيونال فوتبول تيمز (الإنجليزية)
- داريو ديلغادو على موقع Soccerway.com (الإنجليزية)